# Alnarp
Alnarp est un village et un campus universitaire rattaché à la commune de Lomma en Suède, à mi-chemin entre Malmoe et Lund, près de Copenhague.
On y trouve le château d'Alnarp et l'université suédoise des sciences agricoles.